# NGC 18
NGC 18 je dvostruka zvijezda u zviježđu Pegazu.

## Vanjske poveznice
- SEDS: NGC 0018